# Charles Warton
Charles Nicholas Warton, né en 1832 à Clapham et mort le 31 juillet 1900, est un barrister et homme politique britannique. Il est membre de la Chambre des communes du Royaume-Uni sous la bannière du Parti conservateur de 1880 à 1885 et procureur général de l'Australie-Occidentale de 1886 à 1890.